# Пусанджин (станция метро)
«Пусанджин» (кор. 부산진) — станция Пусанского метро на Первой линии.
Находится в Суджон-доне восточной части района Пусанджин-гу Республики Корея на расстоянии в 13,6 км от начала линии, исчисляющегося от станции «Синпхён».
Не следует путать её с расположенной поблизости станцией Пусанджин государственной железнодорожной компании Korail.
Станция открыта 15 мая 1987 год в составе пускового участка Первой линии Пусанского метрополитена.
Станция представляет собой две платформы по обе стороны железнодорожных путей. На станции установлены платформенные раздвижные двери. В отличие от других станций здесь обеспечена возможность перехода на другую сторону платформы.
Помимо Первой линии платформа не обслуживает другие транспортные потоки, но линия имеет связь со станцией Пусанджин, соединённой с магистралью Кёнбусон.
Рядом со станцией «Пусанджин» расположены ж/д вокзал Пусанджин, причал № 5 (контейнерный терминал Часондэ) и памятник Юн Хынсину.

## Пассажиропоток[1]
| направление                | пассажиры / год | пассажиры / год | пассажиры / год | пассажиры / год | пассажиры / год | пассажиры / год | пассажиры / год | пассажиры / год | пассажиры / год | пассажиры / год | пассажиры / год | пассажиры / год | пассажиры / год | пассажиры / год |
| направление                | 2002            | 2003            | 2004            | 2005            | 2006            | 2007            | 2008            | 2009            | 2010            | 2011            | 2012            | 2013            | 2014            | 2015            |
| -------------------------- | --------------- | --------------- | --------------- | --------------- | --------------- | --------------- | --------------- | --------------- | --------------- | --------------- | --------------- | --------------- | --------------- | --------------- |
| 1-я линия Пусанского метро | 13204           | 12088           | 10825           | 9848            | 8845            | 8516            | 9000            | 9149            | 8953            | 9349            | 9232            | 9286            | 9307            |                 |